# Cizinci ve městě
Cizinci ve městě (v originále The Comfort of Strangers) je román britského spisovatele Iana McEwana z roku 1981. Jedná se o autorův druhý román, jehož děj se odehrává v nejmenovaném městě (detailní popis ale napovídá, že by se mohlo jednat o Benátky). V roce 1990 byla vytvořena filmová adaptace tohoto románu s názvem Podivná pohostinnost, podle scénáře Harolda Pintera. Film se odehrává v Benátkách a zahráli si v něm Rupert Everett, Christopher Walken, Helen Mirrenová a Natasha Richardson.

## Děj
Hlavními hrdiny jsou Mary a Colin, anglický pár, který se vydal na dovolenou do nejmenovaného města. Mary je rozvedená a má dvě děti, Colin je její andělsky krásný milenec a zná se s ní už sedm let. I když spolu nežijí, mají spolu hluboce intimní, vášnivý vztah. Zdá se ale, že se nudí. Jednoho večera se pár ztratí mezi kanály a spřátelí se s energickým místním obyvatelem Robertem. Ten je vezme do baru. Později trvá na tom, že je musí pozvat k sobě domů, kde se setkají také s jeho ženou Caroline. Nejprve jsou skvěle pohoštěni, postupně však vychází najevo, že jejich hostitelé mají mezi sebou velmi podivný vztah – Robert je produktem sadistické výchovy a Caroline, trpící silnými bolestmi zad, masochisticky vzhlíží k mužům jako k pánům, jimž by se
ženy měly podřídit. Při dalším setkání, kdy jsou Robert s Caroline sbaleni na cestu, Robert Colina a Mary rychle rozdělí a vezme Colina na dlouhou procházku městem. Během procházky Robert mluví výhradně s muži, jazykem, kterému Colin nerozumí. Později mu Robert prozradí, že mužům tvrdil, že je Colin jeho milenec.
Mezitím Caroline vypráví Mary vše o svém sadomasochistickém vztahu s Robertem. Robert se prý brzy začal ke Caroline chovat násilně, obzvlášť při sexu. Jednou jí během styku dokonce zlomil záda, což způsobilo Carolininu neustávající bolest a kulhání. Přesto Caroline přiznává, že jistým způsobem se jí líbí, že jí manžel ubližuje a pohrdá jí. Nakonec si dokonce společně představovali, jak někoho zabijí. Mary se moc nevyjadřuje k tomu, co se zrovna dozvěděla. Později Caroline vaří čaj a vede Mary do ložnice. Mary je překvapená, když tam najde zeď plnou fotek, na kterých je Colin. Pomalu začne chápat, co asi Caroline a Robert s Colinem zamýšlejí, v tom se ale najednou cítí velmi unavená a usíná. Krátce poté se Colin s Robertem vrací z procházky a Colin si všimne, že se s Mary něco vážného děje. Ukáže se, že jí Caroline hodila do čaje drogu, která ji ochromila, ale jen tolik, aby Maryn mohla vidět. Mary se nemůže hýbat ani varovat Colina, Colin stále nemá tušení o tom, co se stane. Mary se pak může jen bezbranně dívat na to, jak se Robert a Caroline začnou Roberta dotýkat, líbat ho a jak Robert nakonec rozřízne Colinovi zápěstí žiletkou. Colin vykrvácí a Mary omdlí. Později se probudí v nemocnici a zjistí, že Robert a Caroline jsou i se všemi svými věcmi dávno pryč. Policie později Mary suše sdělí, že takové zločiny jsou tam běžné.

## Motivy
McEwanův román zkoumá povrchní blízkost, kterou mezi sebou Mary a Colin mají. Znají se už sedm let a často zapomínají na to, že jsou dva rozdílní lidé. Tahle blízkost, kromě toho že je projevem jejich lásky, způsobuje jejich slabost a dětinskost. Způsobuje jim bolest a Robertovi umožňuje, aby je zneužil. Na velmi znepokojujícím vrcholu vyprávění je vidět, že McEwan se zabývá dvěma hlavními tématy. Prvním je sadistické chování Roberta a submisivita Caroline, které reprezentují syrovou, děsivou lidskou sexualitu. Druhým jsou Robertovy činy, které jsou zasazeny do kontextu jeho dětství. To poukazuje na to, že za jeho chování nese zodpovědnost rodinná výchova s dominantním, autoritativním otcem, submisivní matkou a silnějšími staršími sestrami.

## Ohlasy
Román byl téměř bez výjimky vysoce oceněn jak ve Spojeném království, tak ve Spojených státech amerických. Kritik John Leonard pro The New York Times napsal: Neexistuje žádný čtenář, který by Cizince ve městě nedočetl do konce, černokněžník se dal do práce. Leonard nazval McEwana jedním z mála anglických autorů fikce, kteří v dnešní době paří k temné Evropě: je to Samuel Beckett s jistým genitálním myšlením a spisovatel s ohromným talentem.